# 特別天氣提示
特別天氣提示（英語：Special Weather Tips），又稱特提、SWT，為香港天文台在2011年起推出的服務，旨在當相關天氣警告未發出前，能儘早提醒市民重要天氣有機會影響香港，另外亦補充相關天氣警告生效下的額外資訊。

## 簡介
現時特別天氣提示會提示包括大雨、強對流天氣、熱帶氣旋吹襲前等的天氣轉變提示，一般會在相關重要天氣來臨前發出，提醒市民重要天氣資訊及有關快將出現的惡劣天氣以及相應措施；此外在天氣警告生效，且對市民影響更為顯著時，亦會發出相關提示以提醒市民採取相應措施。會透過天文台網頁、「每小時溫度濕度報告」、「我的天文台」、「香港政府通知你」應用程式、天文台的社交平台（X及新浪微博，而Facebook則限於有需要時）等途徑向公眾發放。

## 種類

### 強對流天氣/大雨
- 可能影響香港的雨區位置及其移動情況，以及對香港的影響。此外若有需要，亦會在暴雨警告信號生效期間，提及更改信號之條件、可能性或時間。
- 大雨：預料香港未來一段時間廣泛地區會下大雨。（在新浪微博及Twitter則顯示為「大雨預報」，通常是為及後發出暴雨警告信號作準備）
- 局部地區大雨提示：香港個別地區預料或錄得一小時雨量超過70毫米，有可能引致該區嚴重水浸並構成危險。（當紅色或黑色暴雨警告信號生效時不會另外發出）
- 所有暴雨警告取消後，提醒市民仍須警覺有關河道氾濫可能帶來的危險。
- 強烈/猛烈陣風：預測或已有強烈或猛烈陣風影響香港廣泛或某一地區。（同時透過雷暴警告顯示；在新浪微博及Twitter顯示為「陣風預報」）
- 冰雹/龍捲風/水龍捲：當預料香港可能受冰雹影響，或天文台接獲某一地區有冰雹、龍捲風或水龍捲報告。（同時透過雷暴警告顯示；在新浪微博及Twitter顯示為「冰雹報告」、「龍捲風報告」或「水龍捲報告」）
- 極端大雨：當香港部份地區錄得一小時雨量遠超70毫米，雨勢發展至大暴雨或特大暴雨程度，呼籲市民高度戒備。[1]
- 山泥傾瀉特別提示：當局部地區大雨持續，但香港廣泛地區的山泥傾瀉風險，尚未達到需要發出山泥傾瀉警告的指標時，就會透過該提示列出山泥傾瀉風險較高的地區，提醒市民注意風險。[2]（同時透過土力工程處設立的「香港斜坡安全」網頁及「Geo Channel 土力場」Facebook專頁發放。）

### 熱帶氣旋
- 熱帶氣旋吹襲之前，指出熱帶氣旋可能會為香港帶來的影響，並指出可能發出熱帶氣旋警告信號的時間。
- 當一熱帶氣旋與香港保持一定距離，且對香港直接威脅不大，惟預料其外圍環流及/或其他天氣系統對香港天氣的影響仍不容忽視。
- 預警八號熱帶氣旋警告信號之特別報告：天文台會在某個時間（或之前）發出八號信號，香港風勢將會增強。（同時透過「熱帶氣旋之特別報告」或「預警八號特別告示」顯示）
- 可能或確定發出九號信號（自2024年起）：當天文台可能或確定發出九號信號時通知市民。[3][4]（同時透過「熱帶氣旋警報」顯示）

### 中暑風險
- 炎熱特別天氣提示：當氣溫未達攝氏33度，未達到發出酷熱天氣警告的標準，但天氣相當炎熱或悶熱（天氣炎熱、非常潮濕、風勢微弱），有可能導致中暑或熱衰竭時，提醒市民採取與應對酷熱天氣相同的預防措施。[5]
- 持續高溫天氣：出現持續高溫天氣時，提醒公眾就酷熱天氣的持續影響採取適當應對措施。[6]（同時透過酷熱天氣警告顯示）
- 極端酷熱天氣：天文台或全港大部分地區預測或實測氣溫達35度或以上，提醒公眾注意極端酷熱天氣並採取相應的預防措施。[7]（同時透過酷熱天氣警告顯示）
- 如需要提醒市民同時留意上述「持續高溫天氣」及「極端酷熱天氣」時，則會合併作一則特別天氣提示發出，不會分別提示。（同時透過酷熱天氣警告顯示）

### 強烈季候風
- 當遇上特別強勁的季候風時（如普遍地區吹強風，或離岸錄得7級或以上風力）且強烈季候風信號生效時，提醒市民預料香港吹某一方向之強風，應提防海面大浪可能帶來的危險。

### 天氣轉涼或轉冷
- 受冷鋒及/或東北季候風南下影響，天氣會轉涼甚至轉冷，提醒市民做好禦寒措施。

### 潮水水位
- 在非熱帶氣旋影響情況下，受強風（在季候風等天氣系統主導下）及天文大潮影響，某段時間低窪地區會出現（輕微）水浸。（有關熱帶氣旋引起之風暴潮則於「熱帶氣旋警報」內提醒市民）

## 爭議
- 2021年6月11日晚上9時10分，天文台原本打算發出強陣風相關「特別天氣提示」，但誤發為「市民請盡快到安全地方躲避」，有市民對內容表示不解，甚至一度引起恐慌。[8]天文台事後指由於當晚9時於青洲錄得每小時80公里的強陣風，提醒市民注意安全，但承認訊息或因簡短，令市民不明白該訊息意思。天文台又指，發現情況後已補充相關資訊，亦會繼續跟進有關情況。
- 2023年6月27至29日，當時一股熱帶擾動先後影響呂宋海峽、南海東北部及廣東東部沿岸，由於該擾動較弱，且大氣不利其發展，幾乎肯定不會發展為熱帶氣旋，並對香港天氣直接影響有限，惟天文台期間多次發出「特別天氣提示」更新該擾動動向，並不停提示該擾動為較弱系統。[9]有氣象愛好者質疑「特別天氣提示」被濫用，天文台此舉如同驚弓之鳥；又指出一年內有無數的低壓系統，是否有必要放在「特別天氣提示」之中。

## 外部連結
- YouTube上的氣象冷知識：特別天氣提示
- 香港天文台—特別天氣提示 （页面存档备份，存于）
- 香港天文台的X（前Twitter） （繁體中文）
- 香港天文台的新浪微博 （繁體中文）